# ريوجي ياماشيتا
ريوجي ياماشيتا (باليابانية: 山下 諒時) (مواليد 11 مايو 2000) هو لاعب كرة قدم ياباني.

## وصلات خارجية
- ريوجي ياماشيتا على موقع رابطة كرة القدم اليابانية للمحترفين (اليابانية)
- ريوجي ياماشيتا على موقع قاعدة بيانات كرة القدم.إي يو (الإنجليزية)
- ريوجي ياماشيتا على موقع Soccerway.com (الإنجليزية)
- ريوجي ياماشيتا على موقع عالم كرة القدم.نت (الإنجليزية)